# (35221) 1994 XK1
1994 XK1 (asteroide 35221) é um asteroide da cintura principal. Possui uma excentricidade de 0.14859840 e uma inclinação de 2.23631º.
Este asteroide foi descoberto no dia 7 de dezembro de 1994 por Takao Kobayashi em Oizumi.